# 장 부가티
장 부가티(프랑스어: Jean Bugatti, 본명: 지아노베르토 마리아 카를로 장 부가티, 1909년 1월 15일 ~ 1939년 8월 11일)는 부가티의 테스트 드라이버, 엔지니어 겸 디자이너였다.

## 생애

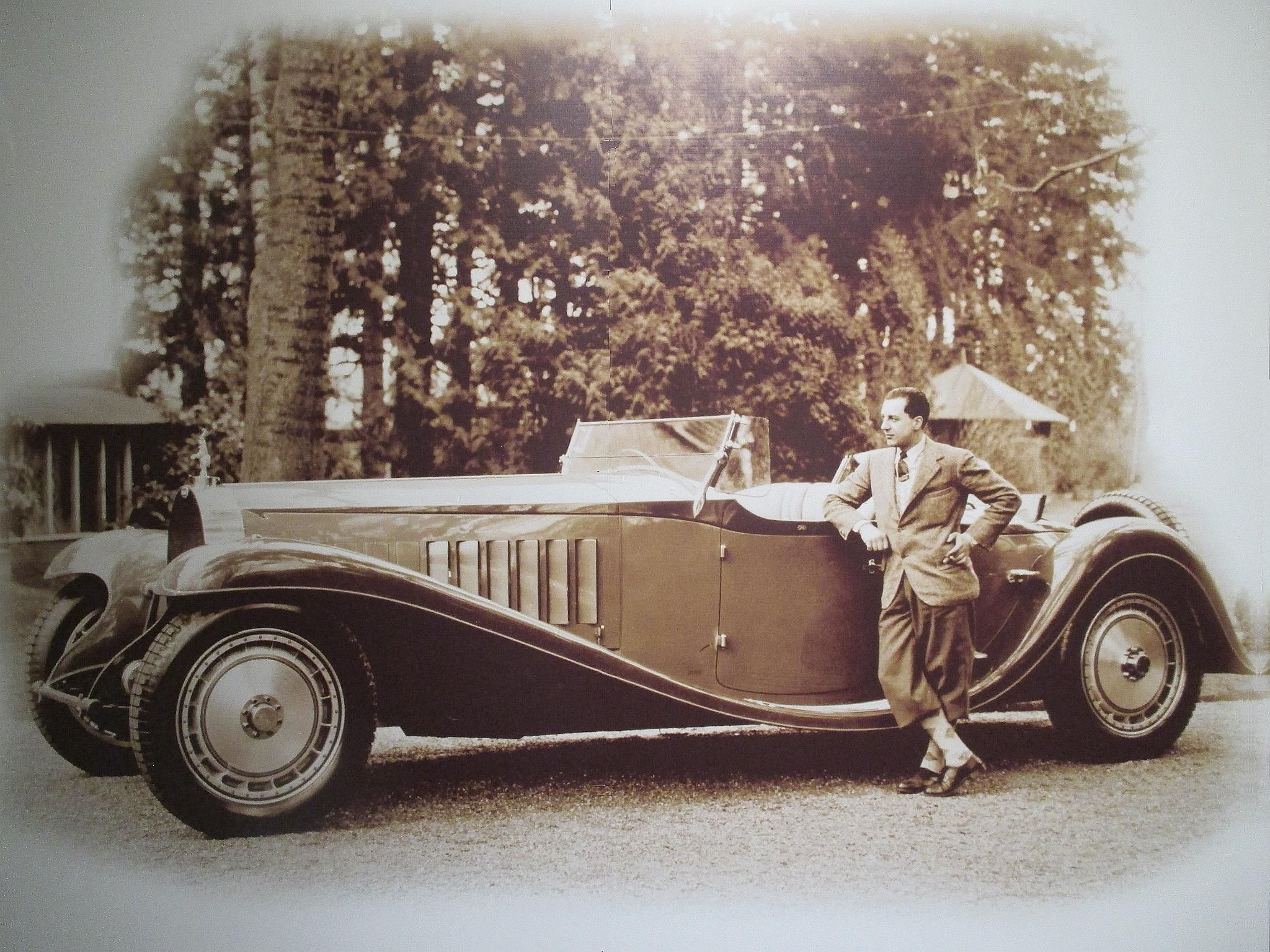
1932년 로얄 에스더스 로드스터 프로토타입 옆에 서 있는 장 부가티

쾰른에서 태어난 장 부가티는 에토레 부가티의 장남이었다. 그가 태어난 직후 가족은 독일 알자스의 몰스하임 근처 도를리샤임 마을로 이사했고, 그의 아버지는 그곳에서 새로운 부가티 자동차 제조 공장을 건설했다. 창의적인 집안에서 태어난 그는 어린 시절부터 아버지의 사업에 관심이 있었다. 그의 할아버지 카를로 부가티는 몇 년 동안 프랑스에 살았고, 고향 밀라노에서 파리로 이사했다. 부가티 가족은 다국어를 구사했고, 프랑스에서는 지아노베르토는 장으로 알려졌다.
제1차 세계 대전 동안 가족은 이탈리아 밀라노에 거주하였다. 1919년 전쟁이 끝난 후 독일이 알자스를 프랑스에 할양한 후, 회사는 프랑스 관할권에 속하게 되었다. 1920년대 후반에 젊은 장 부가티는 회사의 필수적인 부분이 되었고 이미 그의 차량 디자인 능력을 보여주었다. 1932년, 23세의 나이에 그는 회사의 타입 41 루아얄의 대부분을 디자인했다. 그의 차체 디자인은 아버지의 엔지니어링 기술을 보완하여 부가티를 자동차 제조 분야에서 가장 위대한 이름 중 하나로 만들었다. 또한 장 부가티는 타입 57, Ventoux, 스텔비오, 아탈란타 및 애틀랜틱 모델의 4가지 차체를 디자인했다. 모든 부가티 투어링 모델 중 최고로 여겨지는 슈퍼차저 부가티 57은 1936년 파리 살롱에서 데뷔했다. 장 부가티는 또한 솔리드 프런트 액슬을 대체하는 새로운 독립형 서스펜션 시스템과 트윈 캠 엔진 응용 분야를 연구하여 엔지니어링 기술을 보여주었다.
그는 회사의 프로토타입을 자주 테스트했다. 1939년 8월 11일, 그해 르망 24시 경주에서 우승한 탱크 차체 레이서인 타입 57을 테스트하던 중, 뒤피그하임 마을 근처 도로에서 공장에서 멀지 않은 곳에서 30세의 장 부가티가 자전거를 탄 사람을 피하다가 차량 조종을 잃고 나무에 충돌하여 사망하였다.그는 뒤피그하임의 시립 묘지에 있는 부가티 가족 묘지에 안장되었다. 사고 현장에는 그를 기리는 기념비가 있다.